# Cirrospilus unguttatipes
Cirrospilus unguttatipes är en stekelart som först beskrevs av Girault 1915.  Cirrospilus unguttatipes ingår i släktet Cirrospilus och familjen finglanssteklar. Inga underarter finns listade i Catalogue of Life.